# Наркевич Микола Степанович
Наркевич Микола Степанович (роки життя невідомі) — голова військового суду при Військовому міністерстві УНР.

## Біографія
Народився у Житомирі. 
Станом на 1 січня 1910 р. — поручик 95-го піхотного Красноярського полку (Юр'єв). Останнє звання у російській армії — полковник.
До грудня 1918 р. — товариш голови військового суду 5-го Чернігівського корпусу Армії Української Держави. 
З січня 1919 р. — голова військового суду при канцелярії Військового міністерства УНР. Був головою суду, який розглядав справи заарештованих, за погромну діяльність, повстанських отаманів Палієнка, Віденка, Святненка, Семосенка та Яценка (начальника штабу загону Семосенка). 
Доля після жовтня 1919 р. невідома.